# Bayubas de Arriba
Bayubas de Arriba település Spanyolországban, Soria tartományban. Bayubas de Arriba Valdenebro, Valderrodilla, Tajueco és Bayubas de Abajo községekkel határos. Lakosainak száma 60 fő (2024).

## Népesség
A település népessége az elmúlt években az alábbi módon változott:
| Lakosok száma | 78   | 68   | 64   | 58   | 54   | 52   | 48   | 57   | 60   | 60   |
|               | 2001 | 2004 | 2007 | 2009 | 2012 | 2014 | 2017 | 2019 | 2022 | 2024 |